# THE ALFEEのライブ
THE ALFEEのライブ（ジ・アルフィーのライブ）は、日本のロックバンド、THE ALFEEが開催・敢行してきたライブ全般を記載している。

## 概要
年により例外はあるが基本として、多目的ホールやコンサートホールによるホールクラスとアリーナクラスを主としたコンサートツアーを春のスプリングツアーと、秋のオータムツアーに細分化して敢行、各季節の中間の夏には主にスタジアムクラス等の野外会場で音楽祭に当るサマーライブを開催している。
メジャーデビュー当初はサポートメンバーを帯同せずメンバーのみで開催していたが、1982年よりサポートメンバーとしてキーボーディストとドラマーを各1名ずつ迎えて開催している。
他の多くのミュージシャンやバンド・音楽ユニットと異なり、オリジナルアルバムを引っ提げて敢行しているコンサートツアーが少なく、あくまでライブを主軸にして活動している傾向が強い。
日本のバンドのコンサート通算本数において首位を獲得しており、結成50周年を迎えた2023年7月30日に横浜アリーナで開催された『THE ALFEE 2023 Summer Genesis of New World 風の時代★夏』において、コンサート通算2864本目を樹立、最多記録を更新した。

## 出演イベント
| 公演年 | 形態       | タイトル                      | 公演日・会場              |
| ------ | ---------- | ----------------------------- | ------------------------- |
| 1988年 | ゲスト出演 | BIG EGG OPENING SPECIAL EVENT | 03/19 東京ドーム (東京都) |
| 1988年 | ゲスト出演 | BIG EGG OPENING SPECIAL EVENT | 03/20 東京ドーム (東京都) |